# نیکولای اسپینیوف
نیکولای اسپینیوف (روسی: Николай Николаевич Спинёв؛ زادهٔ ۳۰ مهٔ ۱۹۷۴) قایقران روئینگ اهل روسیه بود.